# Xiulet de vapor

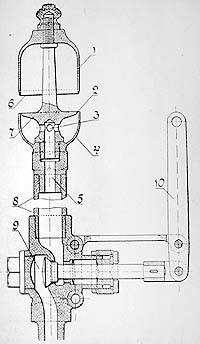
Dibuix d'un xiulet de vapor

Un xiulet de vapor és un xiulet alimentat per vapor a alta pressió. És un dispositiu que s'utilitza per produir so en forma de xiulet mitjançant vapor viu, que crea, projecta i amplifica el seu so actuant com un sistema de vibració. El to d'un xiulet de vapor és potent i penetrant. La paraula s'utilitza en llengua sueca des de 1858.
Els xiulets de vapor s'utilitzen principalment en locomotores de vapor i vaixells de vapor,
però també en teteres i cafeteres. Una marca d'aquestes cafeteres molt emprada encara en l'actualitat és la «Moka Express».

## Xiulet de màquina de tren
L'ús més conegut del xiulet de vapor és el dels xiulets de màquina de tren, en els quals s'utilitza el vapor de la pròpia locomotora per fer-los funcionar.

## Xiulet d'orgue de vapor
Un dels usos poc estès del xiulet de vapor és el del xiulet dels orgues de vapor, en els quals s'utilitza el vapor en lloc d'aire a pressió per fer-los funcionar.

## Galeria
- Secció d'un xiulet de vapor de locomotora
- Xiulets de locomotores de vapor franceses
- Xiulet de vaixell de vapor